# Hawkins-Gletscher (Alaska)

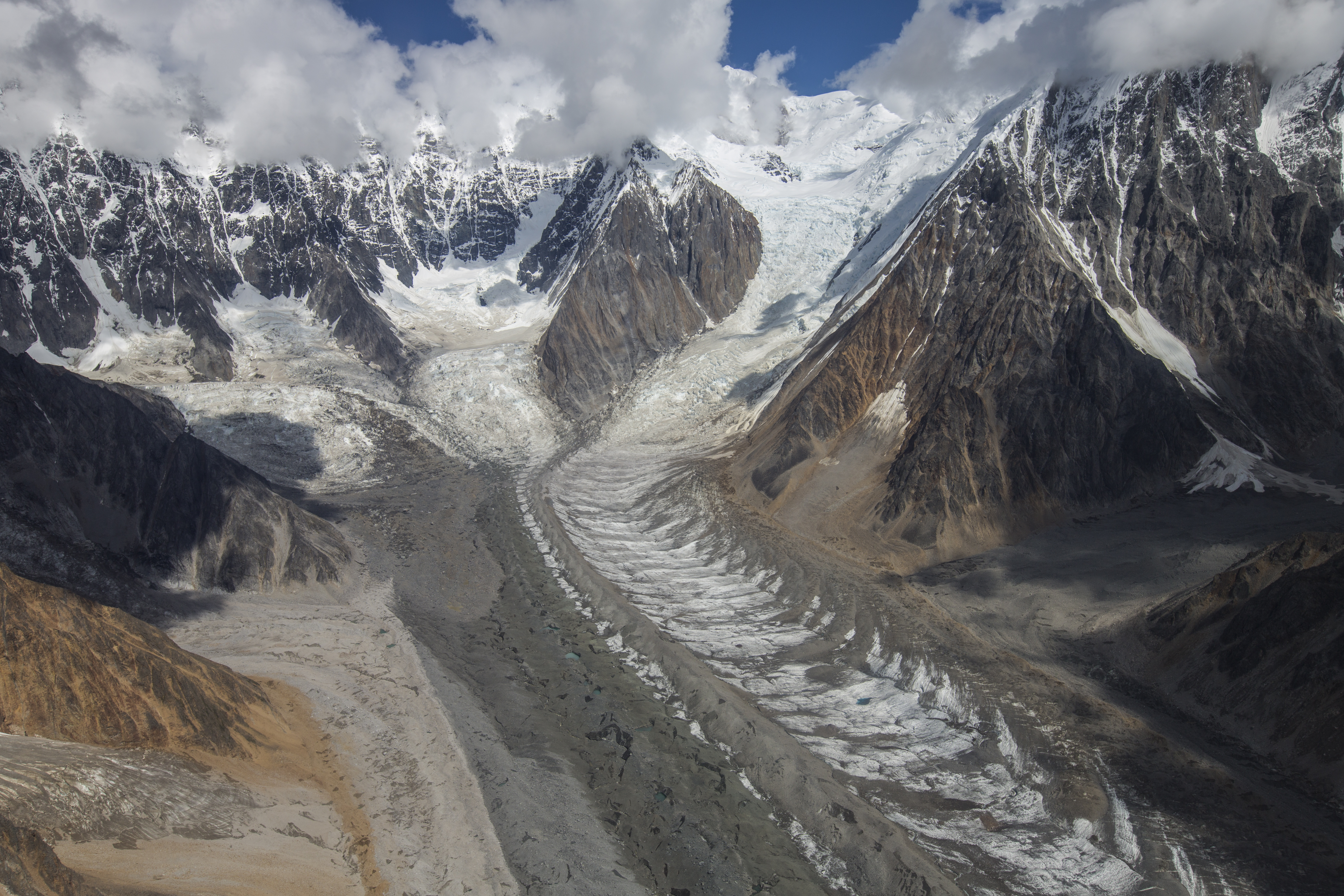
Hawkins-Gletscherkopf

Der Hawkins-Gletscher befindet sich in der westlichen Eliaskette in Alaska (USA). 

## Geografie
Das Nährgebiet des Hawkins-Gletschers befindet sich an der Südwestflanke des Mount Bona. Der Gletscher strömt über eine Strecke von 34 km in südsüdwestlicher Richtung zum Chitina River. An seiner Ostflanke befindet sich der University Peak. Die durchschnittliche Breite beträgt 2 km. Das untere Gletscherende liegt auf einer Höhe von etwa 500 m. Das Einzugsgebiet des Hawkins-Gletschers umfasst etwa 260 km². Im Osten grenzt es an das des Barnard-Gletschers. 